# Korbeek-Lo

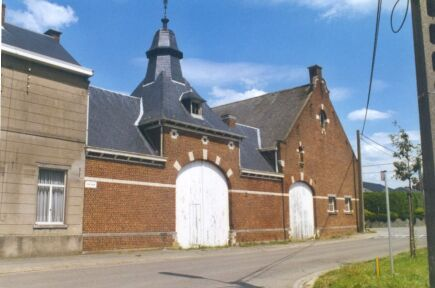
Hoeve Trappeniers, een van de vele hoeves die Korbeek-Lo rijk is. Dit landelijk karakter wordt echter bedreigd.

Korbeek-Lo is een plaats en deelgemeente van Bierbeek in de Belgische provincie Vlaams-Brabant. Korbeek-Lo was een zelfstandige gemeente tot aan de gemeentelijke herindeling van 1977.

## Toponymie
Volgens sommigen betekent de naam 'Korbeek': "murmelende, zacht ruisende beek"; en 'Lo' verwijst naar een bos. Anderen houden het op de meer aannemelijke Germaanse oorsprong kurta baki ("korte beek") nabij de Lo. In 1107 duikt de plaatsnaam voor het eerst op als Corbeke, in andere teksten wordt het dorp Cortbeke' en Cortebeke genoemd. De plaats bestond echter reeds langer aangezien er al in 1102 een kerk stond die jaarlijkse betalingen moest doen aan de abdij van Sint-Truiden.

## Geschiedenis

### Ontstaan
Op de top van het plateau van de Sint-Martinusberg werden sporen gevonden van prehistorische bewoning. Uit de Romeinse periode stammen ook een tweetal sites in de buurt van het 'Stenen Kruis'. Gelegen aan de Molenbeek en omgeven door bossen, weiden en akkers, kan het ontstaan van Korbeek-Lo zich situeren in de Frankische tijd. Het Dalemhof, in de onmiddellijke nabijheid, verwijst in zijn naam ('heim') alleszins naar een Frankische oorsprong.

### Middeleeuwen
In de 13e eeuw ontstond uit de ontginning van de Lo-bossen een gehucht dat, vanuit Leuven bekeken, over het Loo gelegen was: Overloo. De vroege bewoning van dit gehucht wordt niet enkel bevestigd door het Dalemhof, maar ook door het bestaan van een Romaanse kapel (kapel van Overlo) in de 11e eeuw. Dit gehucht gaf samen met de oude dorpskern de naam aan de gemeente Corbeek-Over-Loo.
De heerlijkheid was in 1282 in het bezit van Hendrik Van Kester, nadien van de geslachten Witthem en Vrancx. De hogere rechtsmacht was echter voorbehouden aan de hertogen van Brabant. De plaats Korbeek-Lo groeide uit tot landbouwdorp met enkele zeer belangrijke hoeven. Deze hoeven en gronden waren eigendom van kloosters en liefdadigheidsinstellingen uit het Leuvense of van Leuvense burgers. Op het einde van de 15e eeuw waren er enkele brouwerijen gevestigd. Doordat ze minder zwaar belast werden dan de Leuvense brouwers trok dit klanten uit de stad aan.

### Vroegmoderne tijd

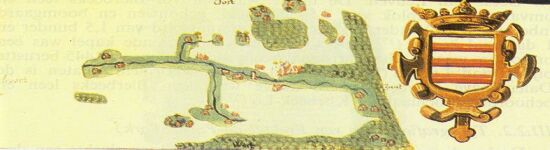
Kaart van de baronie Korbeek-Lo

In 1561 kocht Augustijn Vrancx de hoge rechtsmacht van de vorst. In 1671 werd de heerlijkheid ten behoeve van J.B. Daneels, heer van Korbeek-Lo, verheven tot baronie. In 1714 werd deze verkocht aan A. Brenart. Tot het einde van het ancien régime maakte Korbeek-Lo deel uit van het hertogdom Brabant, met name de meierij Lubbeek.
Het dorp had veel te lijden, onder andere onder de regering van Maximiliaan van Oostenrijk (1488-1489), tijdens het beleg van Leuven door Maarten van Rossum (1542), tijdens de godsdienstoorlogen van de late 16e eeuw, tijdens de Frans-Hollandse inval van 1635 en tijdens de Franse invasie van 1695. 

### 19e eeuw
Tijdens het Frans bewind behoorde het tot de 'Mairie van Leuven' en vanaf 1815 was het een deel van de Nederlandse provincie Zuid-Brabant. Sedert de Belgische onafhankelijkheid is het gelegen in het arrondissement Leuven, behorend tot de provincie Brabant (nu Vlaams-Brabant). 

### 20e eeuw tot heden

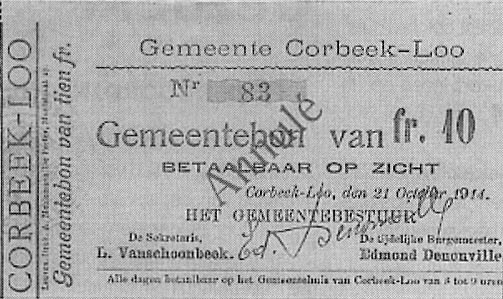
Gemeentebon

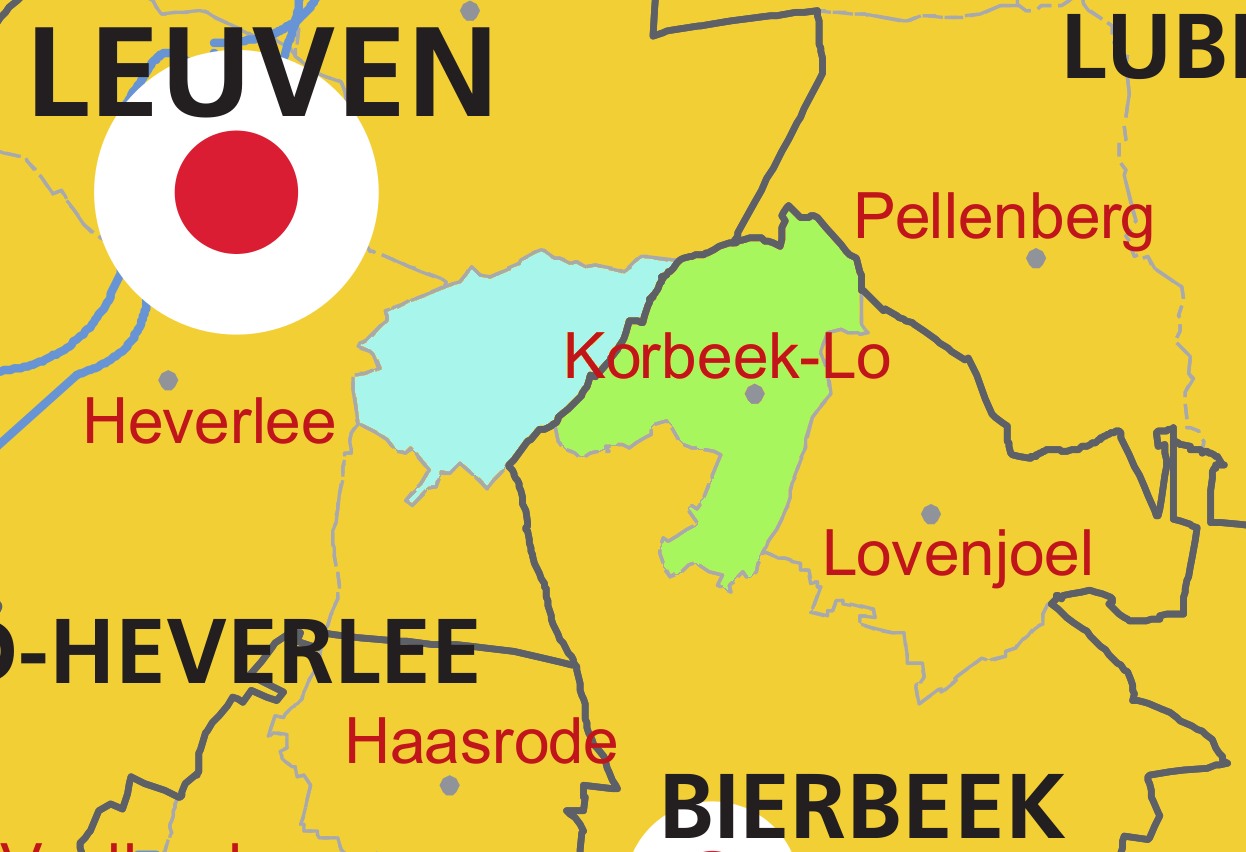
(Deel)gemeente Korbeek-Lo, en opsplitsing ervan sinds de fusie der gemeenten in de jaren 70.

In 1900 telde de gemeente vooral in de buurt van 'De Mol' vijf steenbakkerijen, onder andere kareelbakker De Vos, doch omstreeks 1930 was geen enkele nog in werking. Vandaag is Korbeek-Lo, met zijn 3110 inwoners, een residentieel woon- en handelscentrum ten oosten van Leuven.
Tijdens de twee wereldoorlogen werd ook Korbeek-Lo niet gespaard. Nadat op 24 en 25 augustus 1914 de binnenstad van Leuven in brand werd gestoken was het daags nadien de beurt aan de dorpen langs de steenweg naar Tienen. Bijna alle huizen van Korbeek-Lo werden geplunderd en 132 woningen, 3 scholen en 4 kastelen (onder andere het kasteel Vijverhof en het Kasteel de Dieudonné) werden verwoest. Er vielen 18 doden. 
Om de noodlijdende bevolking te helpen reikte de gemeente vanaf 21 oktober 1914 'gemeentebonnen' uit, die men kon inruilen voor brood, kolen, enz. Deze gemeentebonnen waren reeds voor de oorlog gedrukt en bestonden in volgende waarden: 50 centiem, 1, 5 en 10 frank. 
Vlak bij het station van Korbeek-Lo ontploften in de nacht van 2 september 1944 vier spoorwegwagens met springstoffen geladen, waardoor praktisch geen enkel huis gespaard bleef. 
In 1977 werd Korbeek-Lo samengevoegd met Lovenjoel, Opvelp en Bierbeek tot de fusiegemeente Bierbeek. Hierbij werden enkele gehuchten, namelijk De Mol en Ziekelingen bestuurlijk bij Leuven gevoegd: Aldus ontstond er een "Leuvens Korbeek-Lo" met een eerder stedelijk karakter en een "Bierbeeks Korbeek-Lo" met een eerder dorps karakter. De postcodes zijn respectievelijk 3000 en 3360.

## Geografie
De Bierbeekse deelgemeente is met zijn 375ha de kleinste van de vier deelgemeenten die de fusiegemeente Bierbeek vormen. Het dorp is gelegen op de grens van het Hageland en Haspengouw en heeft de vorm van een lange, smalle strook van circa 3 km. Korbeek-Lo is gelegen in een bodeminzinking (42 m boven de zeespiegel) tussen de heuvelrij van de Lo (Kessel-Lo) in het noorden en de hoogten van Bierbeek, Haasrode en Leuven in het zuiden en het westen. In de brede vallei kabbelt de Molenbeek.

## Bezienswaardigheden
- De Heilig Kruiskerk.
- Het Hof ten Hooilaard
- Het Korbeeks Kasteel met het Domein Hottat
- Het Sint-Kamillusinstituut
- Het Kasteel Vijverhof
- Het Papiermoleken

## Natuur en landschap
Korbeek-Lo ligt in het overgangsgebied van Hageland en Haspengouw. De hoogte bedraagt 30-102 meter. Korbeek-Lo ligt aan de Molenbeek die in westelijke richting naar de Dijle vloeit. De plaats is verstedelijkt en vastgegroeid aan de kom van Leuven.

## Demografische ontwikkeling
- Bronnen:NIS, Opm:1831 tot en met 1970=volkstellingen; 1976 = inwoneraantal op 31 december

## Verkeer en vervoer
Het dorp wordt doorsneden door de rijksweg N3 tussen Leuven en Tienen, oorspronkelijk aangelegd in 1710. Verder loopt spoorlijn 36 uit 1837 (lijn Brussel - Luik) door de plaats. Ook de HST snijdt de gemeente doormidden. Zo werd vanaf 1993 onder de E40 een ca. 900 m lange tunnel gegraven om de hogesnelheidslijn aan de zuidkant van de autosnelweg te brengen.

## Scholen
In Korbeek-Lo is één basisschool die deel uitmaakt van het Katholieke onderwijsnet: de Sint-Pietersschool. Deze is deels ondergebracht in een klooster. In Leuvens Korbeek-Lo is er ook een kleinere school van het gemeenschapsonderwijs: De Bron.

## Nabijgelegen kernen
Lovenjoel, Bierbeek, Haasrode, Leuven, Kessel-Lo, Linden